# Drăgușeni (Iași)
Drăguşeni é uma comuna romena localizada no distrito de Iaşi, na região de Moldávia. A comuna possui uma área de 23.25 km² e sua população era de 1577 habitantes segundo o censo de 2007.